# Walter R. Peterson

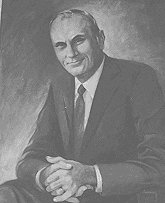
Walter R. Peterson

Walter Rutherford Peterson, Jr. (* 19. September 1922 in Nashua, New Hampshire; † 2. Juni 2011 in Lebanon) war ein US-amerikanischer Politiker. Er war von 1969 bis 1973 Gouverneur des Bundesstaates New Hampshire.

## Frühe Jahre und politischer Aufstieg
Walter Peterson besuchte bis 1947 das Dartmouth College. Außerdem studierte er noch am College of William and Mary und an der University of New Hampshire. Seine Studienzeit wurde durch den Zweiten Weltkrieg unterbrochen. In diesem Krieg war er Reserveoffizier der US-Marine im Südpazifik. Im Jahr 1947 wurde er Teilhaber der zum Familienbesitz gehörigen Immobilienfirma „The Petersons, Inc“.
Peterson war Mitglied der Republikanischen Partei. Zwischen 1957 und 1963 war er im Haushaltsausschuss der Stadt Peterborough. Von 1963 bis 1968 war er Abgeordneter im Repräsentantenhaus von New Hampshire. In den ersten beiden Jahren war er dort Fraktionsführer der republikanischen Abgeordneten und seit 1965 war er Präsident des Hauses. Im Jahr 1968 wurde er zum Gouverneur seines Staates gewählt.

## Gouverneur von New Hampshire
Peterson trat sein neues Amt am 2. Januar 1969 an. Nach einer Wiederwahl im Jahr 1970 konnte er bis zum 4. Januar 1973 als Gouverneur amtieren. Als solcher kümmerte er sich vor allem um den Haushalt. Damals gab es in New Hampshire einen großen Aufschwung. Das führte zu einem Anstieg der Kosten für die Infrastruktur und damit zu größeren Ausgaben des Staates. Aus diesem Grund versuchte der Gouverneur dieser Entwicklung durch höhere Einnahmen entgegenzuwirken. Unter anderem wurde die Umsatzsteuer erhöht. Gleichzeitig wurde versucht, in der Verwaltung Gelder einzusparen. Am Ende seiner Regierungszeit hatte es Peterson geschafft, sogar einen Haushaltsüberschuss zu erwirtschaften.

## Weiterer Lebenslauf
Nach dem Ende seiner Gouverneurszeit war Peterson 20 Jahre lang Präsident des Franklin Pierce College in Rindge. Danach war er immer noch an der Immobilienfirma seiner Familie beteiligt. Walter Peterson war mit Dorothy Donovan verheiratet, mit der er zwei Kinder hatte.